# Рендолф (переписна місцевість, Нью-Йорк)
Рендолф (англ. Randolph) — переписна місцевість (CDP) в США, в окрузі Каттарогус штату Нью-Йорк. Населення — 1297 осіб (2020).

## Географія
Рендолф розташований за координатами 42°9′44″ пн. ш. 78°58′47″ зх. д. / 42.16222° пн. ш. 78.97972° зх. д. (42.162290, -78.979690).  За даними Бюро перепису населення США в 2010 році переписна місцевість мала площу 8,45 км², з яких 8,42 км² — суходіл та 0,03 км² — водойми.

## Демографія
Згідно з переписом 2010 року, у селищі мешкало 1286 осіб у 502 домогосподарствах у складі 323 родин. Густота населення становила 152 особи/км².  Було 563 помешкання (67/км²).
Расовий склад населення:
| - 97,3 % — білих - 0,4 % — корінних американців - 0,2 % — вихідців з тихоокеанських островів - 0,1 % — азіатів |

До двох чи більше рас належало 1,8 %. Частка іспаномовних становила 1,7 % від усіх жителів.
За віковим діапазоном населення розподілялося таким чином: 26,2 % — особи молодші 18 років, 55,7 % — особи у віці 18—64 років, 18,1 % — особи у віці 65 років та старші. Медіана віку мешканця становила 38,9 року. На 100 осіб жіночої статі у селищі припадало 91,9 чоловіків;  на 100 жінок у віці від 18 років та старших — 89,8 чоловіків також старших 18 років.
Середній дохід на одне домашнє господарство  становив 45 542 долари США (медіана — 35 192), а середній дохід на одну сім'ю — 52 871 долар (медіана — 45 417). За межею бідності перебувало 19,7 % осіб, у тому числі 26,6 % дітей у віці до 18 років та 9,7 % осіб у віці 65 років та старших.
Цивільне працевлаштоване населення становило 462 особи. Основні галузі зайнятості: освіта, охорона здоров'я та соціальна допомога — 31,2 %, виробництво — 18,6 %, роздрібна торгівля — 10,8 %, мистецтво, розваги та відпочинок — 8,2 %.